# Savaria Szimfonikus Zenekar
A Savaria Szimfonikus Zenekar Szombathely Megyei Jogú Város szimfonikus zenekara. A város legnagyobb és legrégebbi hivatásos zenei együttese. Múltja 1850-ig, az első helyi dalárda-egylet alapításáig nyúlik vissza. A zenekar jelenlegi formája 1962-ben jön létre a Városi Tanács Szimfonikus Zenekara és a zeneiskolai ifjúsági zenekar egyesítésével, alapító-karmestere Petró János volt. A korábban félfüggetlen társulat 1974-ben alakult át hivatásos együttessé, melynek a korábbi, jelenleg koncerthelyszínként működő Szombathelyi zsinagóga - azaz a Bartók Terem - próbateremként és koncerthelyszíneként is otthona.

## Történet

### Előzmények
1850-ben - az országban negyedikként - dalárda-egyletet alapítottak Szombathelyen, amelyet megszűnését követően 1863-ban újraszerveztek. Az egyesület keretein belül indult meg a városban a hivatalos zeneoktatás 1881-ben. A zenekari élet elindítását célzó első próbálkozás "A főgimnázium hangversennyel egybekötött táncvigalma" volt 1881. január 12-én. 1899. október 29-én megtartotta alakuló gyűlését a Vasvármegyei Kultúregyesület, amelynek keretében 1901. november 1-jén létre jött a Balassa Kálmán és Henne Ignác vezette Zenekedvelők Egyesülete. A város zenei életében fontos lépés és a későbbi működés célja a zenei műveltség terjesztése és a komolyabb zenei műfajok iránti érdeklődés felkeltése volt. A megalakulás után egy hónappal létrejött az egyesület zenekara, amely bemutatkozó hangversenyét 1902. április 26-án tartotta a színházban. 1906-ban Balassa Kálmán Budapestre költözött, hogy az  Állami Operaház koncertmestere legyen. Távozásával megritkultak a komolyabb zenei események Szombathelyen, jóllehet a város vezetése még ugyanebben az évben létrehozta a Filharmonikus Egyletet. 1910-ben a két évvel korábban felépült múzeumot kibővítették egy kultúrházzal, amelynek nagyterme - egészen a Bartók Terem megnyitásáig - a szombathelyi hangversenyélet központja lett.

### Háborús évek
Az első világháború a város zenei életére is nagy csapást mért, a vonószenekar 1917-es újraalakításában nagy szerepe volt Koller Alfrédnak, a szombathelyi Bartók Béla Zeneiskola hegedűtanárának. 1919-ben ezt egészítették ki a Magyar Királyi 5. „Mátyás király“ honvéd gyalogezred fúvósai, az újjáalakult nagyzenekar vezetője Balassa Kálmán hegedűművész. Ugyanebben az évben újjászerveződött a városi Kultúregylet is, mely zenei szakosztályának elnöke Katona József bankár, titkára Lomoschitz Pál tanár lett, a szervezet a Zenekedvelők Egyesülete háború előtti tevékenységét kívánta folytatni.
1928-tól a zenekar vezetője Dillmann Antal, aki a Soproni Szimfonikusokkal való szorosabb együttműködést szorgalmazta. 1933-ban a Háry-szvit előadáson a zenekart Kodály vezényelte. 1934-ben Bartók Béla: Magyar Parasztdalok című meghangszerelt zongoraművét itthon elsőként a Kultúregylet zenekara mutatta be.
A második világháború alatt a zenekar ismét szétzilálódott, sok zenész a harcok áldozata lett, illetve a fúvósokat adó katonazenekart Debrecenbe helyezték. Balassa és tanártársai tartották a lelket a város zenei életében a zeneiskolások közreműködésével szervezett hangversenyeikkel. A válságos időket követő újjászervezés fontos állomása volt a Szombathelyi Filharmóniai Társaság 1948-as megalapítása, melynek vezetője Pécsi István lett. A vármegyeház tanácstermében 40 zenekari tag jelent meg személyesen, a zenekar 60 fővel jött létre. A kultúréletre szintén fontos hatással volt, hogy 1949-ben Kodály Zoltán ajánlatára a Városi Zeneiskola igazgatója és a zenekar karmestere Lendvai Ernő zeneteoretikus lett, aki feleségével, Tusa Erzsébet zongoraművésszel 1954-ig voltak annak vezetői.

### A független zenekar
Lendvai karmesteri munkája nyomán a zenekar nagy sikereket ért el, 1953-ban felmerült az önállósodás is. Később ez mégsem történt meg, a Filharmóniai Társaság megszűnt és Szombathelyi Városi Tanács Szimfonikus Zenekara néven alakult újjá 1956-ban, karmesterei Bachmann Tibor és Endrődy Alfréd, 1960-tól pedig Schmidt Mihály. A zeneiskola növendékeiből álló zenekar neve ekkoriban Az Ifjúság Háza Kis Szimfonikus Zenekara, vezetője Petró János. A két együttes egyesülésével, Petró vezetése alatt, 1962-ben jött létre a Szombathelyi Szimfonikus Zenekar. 1974-ben önállósul és hivatásos zenekarrá alakul, ettől fogva napjainkig ebben a formában működik.

### Napjainkban
1977-től a Nemzetközi Bartók Szemináriumot Budapest helyett Szombathelyen rendezik, melyet Eötvös Péter zeneszerző irányításával 1985-ben fesztivállá bővítenek. Ennek programján rendszerint mesterkurzusok, koncertek, műhelytanácskozások, előadások, kiállítások és más, művészeti és tudományos események szerepelnek. 1990-ben a zenekar elnyeri a Bartók Béla–Pásztory Ditta-díjat. 2009-től Vásáry Tamás zongoraművész a zenekar tiszteletbeli karmestere, 2014-től a zenekar vezetője és állandó karmestere a Junior Prima díjas Madaras Gergely fuvolaművész.

## A zenekar vezetői
|           | Igazgatók                                                                                 |           | Vezető karmesterek, művészeti vezetők            |       | Asszisztens karmester    |
| --------- | ----------------------------------------------------------------------------------------- | --------- | ------------------------------------------------ | ----- | ------------------------ |
| 1962-1991 | Petró János (1937-2022), karmester                                                        |           |                                                  |       |                          |
| 1977-1986 | Szeép Zoltán (1936-2014) (ügyvezető igazgató), hegedű- és kamarazenei tanár, brácsaművész |           |                                                  |       |                          |
| 1991      | Zsámboki Árpád (1944-) (önkormányzati biztos)                                             |           |                                                  |       |                          |
| 1992      | Jancsovics Antal (1937-), karmester, zenepedagógus                                        | 1992-1998 | Robert Houlihan (1952-), karmester               |       |                          |
| 1992      | Táky György (1954-) (megbízott igazgató), trombitaművész                                  | 1992-1998 | Robert Houlihan (1952-), karmester               |       |                          |
| 1992-1997 | Hajdók Judit, orgonaművész                                                                | 1992-1998 | Robert Houlihan (1952-), karmester               |       |                          |
| 1998-2006 | Horváth László (1945–2022), klarinétművész                                                | 1998-2001 | Izaki Masahiro (1960-), karmester                |       |                          |
| 1998-2006 | Horváth László (1945–2022), klarinétművész                                                | 2001-2006 | Pál Tamás (1937-), karmester                     |       |                          |
| 2006-2008 | Bonecz Ervin (1974-), kulturális menedzser                                                | 2006-2009 | Alpaslan Ertüngealp (1969-), karmester           |       |                          |
| 2008-2009 | Pados Róbert (1954-2014) (megbízott igazgató), nagybőgő művész                            | 2006-2009 | Alpaslan Ertüngealp (1969-), karmester           |       |                          |
| 2009-2015 | Mérei Tamás (1973–2020), csellóművész                                                     | 2009-2014 | Vásáry Tamás (1933-), karmester                  |       |                          |
| 2009-2015 | Mérei Tamás (1973–2020), csellóművész                                                     | 2014-2020 | Madaras Gergely (1984-), karmester, fuvolaművész |       |                          |
|           | Mérei Tamás (1973–2020), csellóművész                                                     | 2014-2020 | Madaras Gergely (1984-), karmester, fuvolaművész |       |                          |
| 2015-     | Kiss Barna (1966-), kürtművész, zenepedagógus                                             | 2014-2020 | Madaras Gergely (1984-), karmester, fuvolaművész |       |                          |
| 2015-     | Kiss Barna (1966-), kürtművész, zenepedagógus                                             | 2014-2020 | Madaras Gergely (1984-), karmester, fuvolaművész | 2017- | Thomas Kornél, karmester |